# 사비
사비성(泗沘城)은 성왕 16년(538)에 국호를 남부여로 바꾸면서 웅진에서 천도한 백제의 수도였다. 오늘날 대한민국 충청남도 부여군에 해당하며, 유적으로는 부소산성, 낙화암, 정림사지 석탑이 있다.
사비성은 천도때 새로 쌓은 것이 아니고 기존 성곽을 수축만 하였다. 금강 하구에 위치하여 비교적 넓은 평야가 이어져 모여살기 좋았고, 바다를 통해서 중국, 일본과 교류하기 좋은 입지였다.

## 사비 천도 관련 사료
- 《삼국사기(三国史記)》 〈백제본기〉 성왕 16년조 : 16년 봄, 사비(泗沘)[소부리(所夫里)라고도 한다.]로 도읍을 옮기고 국호를 남부여(南扶餘)라 일컬었다.(十六年 春 移都於泗沘[一名所夫里] 國號南扶餘)
- 《삼국사기(三国史記)》 〈신라본기〉 태종무열왕 7년조 : (7월) 12일 신라군이 의자의 도성을 포위하려고 소부리(所夫里)의 들판에 나아갔다.(十二日 唐羅軍□□□圍義慈都城 進於所夫里之原)
- 《삼국사기(三国史記)》 〈지리지〉 백제 : 26세 성왕에 이르러 소부리(所夫里)로 도읍을 옮기고 국호를 남부여(南扶餘)라 일컬었는데, 31세 의자왕에 이르기까지 122년을 지냈다.(至二十六世聖王移都所夫里 國號南扶餘 至三十一世義慈王 歷年一百二十二)
- 《삼국사기(三国史記)》 〈지리지〉 백제 웅천주조 : 웅천주(熊川州)에 소부리군(所夫里郡)[사비(泗沘)라고도 한다.]이 있었다.所夫里郡[一云泗沘]
- 《삼국유사(三国遺事)》 〈왕력〉 성왕조 : 사비(泗沘)로 도읍을 옮기고 남부여(南扶余)라 일컬었다. (移都泗沘 稱南扶余)
- 웅진이 너무 협소하고 성왕 즉위 당시 피살사건의 전개에 따라 옆에 있는 부여로 사비천도를 하였다.

## 같이 보기
- 왕흥사
- 백제 성왕
- 웅진
- 위례성